# Przyczajony tygrys, ukryty smok: Miecz przeznaczenia
Przyczajony tygrys, ukryty smok: Miecz przeznaczenia (chiń. 臥虎藏龍：青冥寶劍, ang. Crouching Tiger, Hidden Dragon: Sword of Destiny) – amerykańsko-chiński film kostiumowy z gatunku wuxia, w reżyserii Woo-ping Yuena, którego uroczysta premiera miała miejsce 18 lutego 2016 roku na platformie Netflix. Film jest kontynuacją filmu Przyczajony tygrys, ukryty smok z 2000 roku, w reżyserii Anga Lee, a zarazem adaptacją powieści Wang Dulu.

## Opis fabuły
Minęło osiemnaście lat od śmierci mistrza Li Mu Baia (Chow Yun Fat). Yu Shu Lien (Michelle Yeoh) postanowiła stać na straży miecza, zwanego Zielonym Przeznaczeniem. Hades Dei (Jason Scott Lee), buntowniczy watażka, pragnie uprowadzić legendarny miecz, by zdominować świat sztuk walki. Na drodze, prócz Shu Lien, stanie mu jednak tajemniczy wojownik zwany Milczącym Wilkiem (Donnie Yen) oraz Śnieżna Waza (Natasha Liu Bordizzo) – młoda adeptka sztuk walki.

## Obsada
- Donnie Yen jako Meng Sizhao / Milczący Wilk
- Michelle Yeoh jako Yu Shu Lien
- Harry Shum Jr. jako Wei-Fang
- Natasha Liu Bordizzo jako Śnieżna Waza
- Jason Scott Lee jako Hades Dai
- Eugenia Yuan jako Niewidoma wieszczka
- Roger Yuan jako Żelazny Kruk
- JuJu Chan jako Shi Srebrna Strzała
- Chris Pang jako Latające Ostrze
- Woon Young Park jako Chan Pięść Gromu
- Darryl Quon jako Żółw Ma
- Ngô Thanh Vân jako Modliszka
- Gary Young jako Te Junior

i inni